# Hostiliano

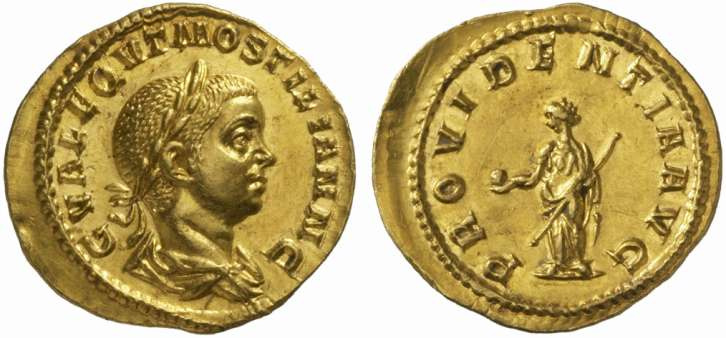
Áureo de Hostiliano.

Cayo Valente Hostiliano Mesio Quinto (en latín: Gaius Valens Hostilianus Messius Quintus; † noviembre de 251), conocido como Hostiliano, fue brevemente emperador romano desde julio hasta noviembre de 251. Nacido en una fecha desconocida, hijo de Decio y de su esposa Herenia Etruscila, fue elevado a césar en mayo de 251 por su padre, el mismo mes que su hermano mayor, Herenio Etrusco, fue elevado a coemperador. Tras la muerte de Decio y de su hermano en la batalla de Abrito, una emboscada realizada por los godos, Treboniano Galo fue proclamado emperador por las legiones y, casi de inmediato, elevó a Hostiliano a coemperador y a su propio hijo, Volusiano, a césar. Hostiliano falleció en noviembre de 251, bien por una epidemia de peste, bien asesinado por orden de Treboniano Galo.

## Biografía
Hostiliano nació en una fecha desconocida de Decio, un general romano quien más tarde se convirtió en emperador, y de su esposa Herenia Etruscila. Su padre accedió a la púrpura imperial después de ser enviado por Filipo el Árabe con la misión de dirigir las tropas de las provincias de Panonia y Mesia, las cuales le aclamaron emperador en septiembre de 249, en oposición a Filipo. Dirigió sus fuerzas contra este último, en lo que terminó con un enfrentamiento en septiembre de 249 cerca de Verona en Italia. Filipo murió en la batalla, tras lo cual el Senado romano declaró emperador a Decio y lo honró con el nombre de Trajano, en referencia al emperador homónimo.
Decio nombró a Hostiliano a la dignidad de césar en mayo de 251, poco después del ascenso de su hermano mayor, Herenio Etrusco, a augusto en ese mismo mes, lo que le convirtió en coemperador, con Hostiliano como heredero de uno o de ambos de ellos. Después de que Decio y Herenio Etrusco fueran asesinados por los godos en la batalla de Abrito, una emboscada realizada por estos en julio de 251, Treboniano Galo fue declarado emperador. Para aplacar al público, este elevó a Hostiliano a augusto casi de inmediato, lo que le convirtió en coemperador. Hostiliano ejerció este cargo hasta su muerte en noviembre de 251; se discute el motivo de su muerte. Aurelio Víctor y el autor del Epitome de Caesaribus dicen que murió de una plaga,  mientras que Zósimo afirma que fue asesinado por Treboniano Galo. Después de su fallecimiento, este último nombró a Volusiano, su hijo, coemperador.
Algunos historiadores identifican a Hostiliano como el general romano representado en el Sarcófago Ludovisi, aunque esto es poco probable ya que todas sus monedas lo retratan como un joven sin vello facial. Es probable que tanto Hostiliano y Etrusco hayan sido niños o adolescentes al momento de su muerte.

## Numismática
Los áureos de Hostiliano se dividen en cuatro tipos que llevan el busto de este en el anverso, con el reverso mostrando a:
- Marte caminando hacia la derecha
- Mercurio de pie
- Instrumentos sacerdotales
- Roma sentada sosteniendo a Victoria